# Артвин
Артви́н (тур. Artvin, арм. Արդվին, груз. ართვინი, ართვანი) — город и район в Северо-Восточной Турции, расположен на реке Чорох, недалеко от границы с Грузией. Артвин — центр одноимённого ила (провинции) Турции. Население  — 23 157 (2000, перепись).

## Название
Согласно грузинским исследователям, в именах Ардануч, Артвин и Ардахан можно выделить хурритский корень ард-/арт-, означающий «город», который также присутствует в названии региона Картли. Также существует теория, что корень арт- может быть именем божества или места поклонения.

## История
Артвин был одним из главных центров Нигали/Ливаны. Был занят войсками Османской империи в первой половине XVII века. Согласно Р. Эдвардсу, армяне никогда не занимали регионы к западу от нижней части Арсианского хребта до османского периода. Именно тогда, по Эдвардсу, большое количество армян поселилось в Ардануче и Артвине. Предприимчивые армяне вели торговлю в этих краях. Чтобы избежать религиозных преследований, они становились католиками. Согласно М. Ф. Прайс, после прибытия турок в Артвин они назначили мэром армянского католика.
По результатам русской-турецкой войны 1877—1878 годов Артвин отошёл к Российской империи и был включён в образованную Батумскую область.
Согласно У. Э. Д. Аллен, в период с 1877 по 1917 год, население Артвина, Ардахана и Ардануча, где даже в средние века проживал значительный армянский торговый элемент, стало почти исключительно армянским.
В 1914 году с началом Первой мировой войны Турция взяла под контроль часть Батумской и Карсской областей, после чего под видом военных действий началось массовое истребление армян в Артвине, Ардагане, Ардануче и других занятых территориях. «Число армян, убитых в районе Артвина и Ардануча оценивается в 7 тыс.».
Массовое уничтожение армян в Артвинe, Ардагане и Ардануче проходило под руководством особой организации под видом военных действий. Подобное по отношению к мирному христианскому (в основном армянскому) населению происходило и на всей территории, временно оккупированной турками. Территория находилась под контролем турок до начала января 1915 года, когда была возвращена русскими войсками.

Вы должны это видеть… насколько жестокими были их действия. Будь они прокляты… Они не имеют никакого отношения ни к мусульманам, ни к христианам, ни к кому либо!
Всего же число армян, убитых в регионе Артвина и Ардануча, оценилось в семь тысяч человек. Многие руководители специальных подразделений, участвовавших в организации массовых убийств армян, позже сыграли значительную роль в турецкой войне за независимость.
В январе 1915 года русские части под командованием генерала Ляхова вернули под свой контроль Аджарию и соседние области. По утверждению Майкла Рейнольдса, он приказал казакам убивать мусульманских жителей на месте и сжигать каждую мечеть и деревню. Армянские ополченцы также участвовали в этой мести. Османские чиновники оценили, что жертвами этой трагедии стали до 30 000 мусульманских мужчин, а тысячи женщин и детей остались без укрытия зимой. По оценкам Давида Лэнга, карательные экспедиции в долине Чорох унесли жизни 45 000 мусульман, оставив всего семь тысяч в живых.
После Брест-Литовского мирного договора, заключённого в марте 1918 года большевиками с Германией и её союзниками, включая Турцию, Артвин заняли турецкие войска — он вновь был возвращен Турции, но фактически на несколько месяцев.
С конца 1918 по март 1921 года город находился под контролем Грузинской Демократической Республики. Сразу после советского вторжения в Грузию (1921 г.) турки предъявили ультиматум Грузии с требованием уступить два района — Ардахан и Артвин. Находящееся под давлением грузинское правительство немедленно подчинилось. Московский и Карсский договоры, заключённые Армянской, Азербайджанской и Грузинской ССР и РСФСР с Турцией в 1921 году, закрепили передачу этой территории в состав Турции.

## Население

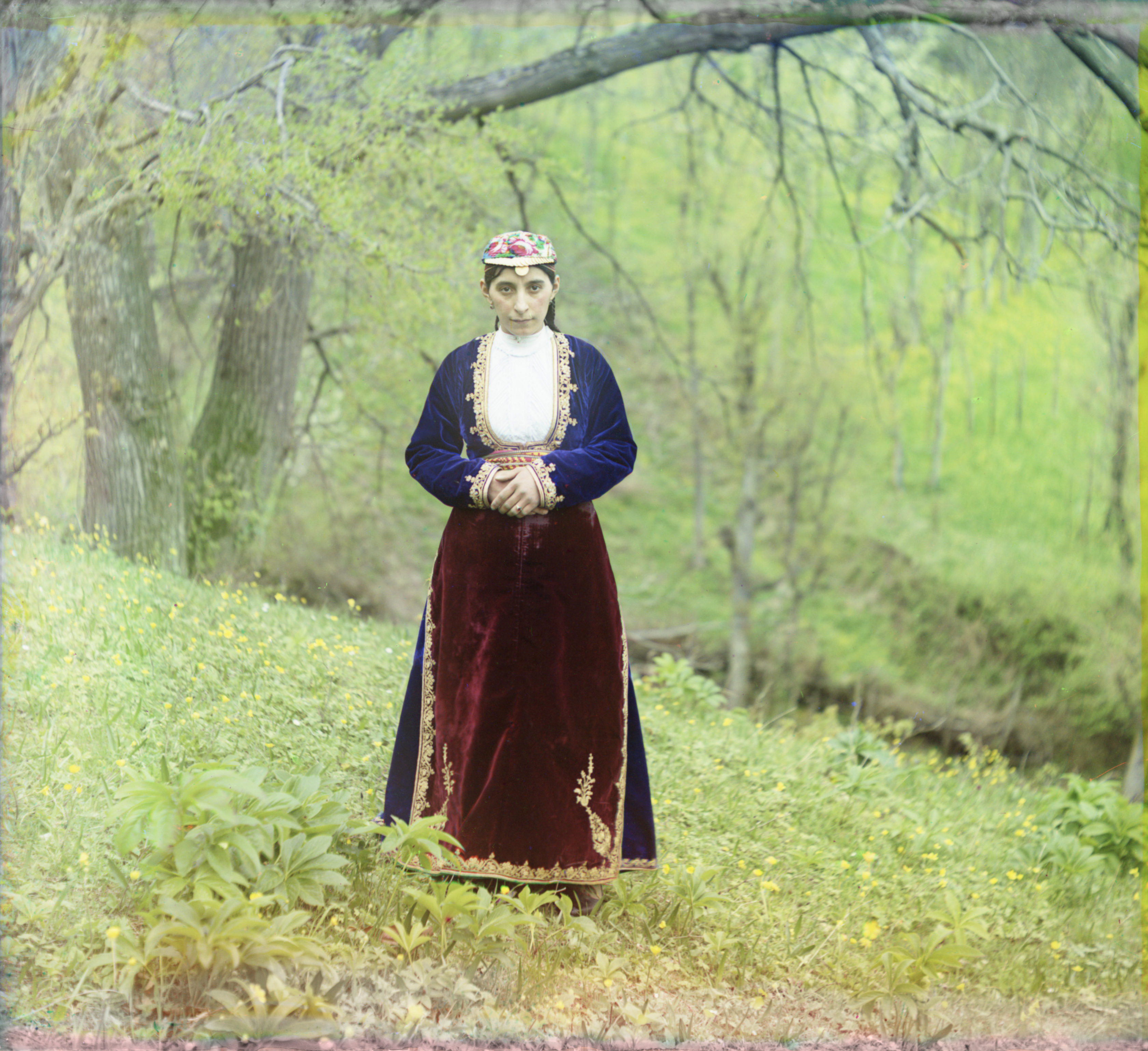
Армянка из Артвина в национальном костюме. Фото Сергея Прокудина-Горского между 1909 и 1912 годом.

Согласно британскому вице-консулу в Батуме М. Фреду Гуаррачино (в 1845 году), Артвин насчитывал 1000 домов; из них 606 принадлежало туркам, 334 католикам и остальные 60 армянам. Общее количество населения в местечке составляло ок. 5500 душ. Из них католиков больше, чем турок, хотя количество их домов меньше.
Согласно докладу британского консула в Трапезунде Гиффорду Палгреву, в 1872 году около одной трети населения города составляли армяне (в основном католики); также проживало немного греков; а остальные — магометане грузинской расы.
Согласно «Catholic Encyclopedia», по состоянию на 1894 год, основным населением были армяне и турки.
Согласно «Путеводителю по Кавказу» большинство населения города составляли армяне-католики, которые утверждали, что их корни из разрушенного турками Ани
Согласно первой всеобщей переписи населения Российской империи 1897 г. население Артвина составляло 7 091 жителей. Из них:
- Армяне — 4 646 (65,5 %),
- Турки — 1 491 (21,0 %),
- Украинцы — 699 (9,9 %),
- Русские — 140 (2,0 %),
- Грузины — 63 (0,9 %),
- Поляки — 15 (0,2 %),
- Немцы — 11 (0,2 %),
- Греки — 10 (0,1 %),
- Курды — 4 (0,06 %),
- Белорусы — 2 (0,03 %),
- Персы — 2 (0,03 %),
- Осетины — 1 (0,01 %),
- Татары — 1 (0,01 %).

По данным «Кавказского календаря» на 1916 год, к 1915 году в городе проживало 7 680 человек, в основном армян.
М. Ф. Прайс, побывавший в этих краях в 1916 году, пишет: «В городе Артвин в основном проживают армяне... Почти все они католики...». Последний также отмечает что от местного священника он узнал, что их предки приехали из областей Муш и Ван 150 лет назад и поселились здесь с целью ведения торговли.

## Экономика
По состоянию на 1883 год в Артвине и на территории самого округа было развито виноделие, которым занимались исключительно армяне

## Учебные заведения
По состоянию на 1882 год учебных заведений в городе имелось: 1 духовное училище армянской апостольской церкви, в котором училось 90 учеников; 4 армяно-католических училища в котором училось 300 человек; 1 мусульманская школа с 52 учениками.
Согласно «Католической энциклопедии» по состоянию на 1894 год, в Артвине и его окрестностях находилось 9 армяно-католических церквей, а также четыре школы для мальчиков и три школы для девочек. В свою очередь, согласно этой же энциклопедии, Армянская апостольская церковь имела в городе 5 церквей и две школы 

## Армяно-католическая церковь
В Артвине находился Артвинский деканат Армяно-католической церкви, деканом и настоятелем которой являлся Карапет Дерлугян. Викариями являлись священники тер-Иосиф Тер-Погосян и тер-Оганес Албертян. По состоянию на 1916 год в городе находились 2 армяно-католические церкви
.
1. Хайпетская церковь — наст. тер-Погос Есаян
2. Колординская церковь — наст. тер-Степан Закарян

## Известные уроженцы
- Габриел Гюрджян (1892–1997) – народный художник Армянской ССР.
- Яков Заробян (1908—1980) — советский государственный деятель, первый секретарь ЦК Компартии Армянской ССР (1960—1966).

## Города-побратимы
- Ахалцихе,  Грузия
- Батуми,  Грузия
- Касабланка,  Марокко